# Damien Jurado
Damien Jurado, född 12 november 1972 är en amerikansk singer-songwriter från Seattle, Washington. Under sin karriär, som sträcker sig från mitten av 1990-talet fram till idag, har Jurado gett ut en mängd skivor på flera olika bolag, däribland Sub Pop och Secretly Canadian.

## Diskogafi

### Album
- 1997 – Waters Ave S (Sub Pop)
- 1999 – Rehearsals for Departure (Sub Pop) med låten "Ohio"
- 2000 – Ghost of David (Sub Pop)
- 2002 – I Break Chairs (Sub Pop)
- 2003 – Where Shall You Take Me? (Secretly Canadian)
- 2004 – This Fabulous Century (Burnt Toast)
- 2005 – On My Way to Absence (Secretly Canadian)
- 2006 – And Now That I'm in Your Shadow (Secretly Canadian)
- 2008 – Caught in the Trees (Secretly Canadian)
- 2010 – Saint Bartlett (Secretly Canadian)
- 2012 – Maraqopa (Secretly Canadian)
- 2014 – Brothers and Sisters of the Eternal Son (Secretly Canadian)
- 2016 – Visions of Us on the Land (Secretly Canadian)
- 2016 – Other People's Songs, Volume 1 (Secretly Canadian)
- 2018 – The Horizon Just Laughed (Secretly Canadian)